# Donald Duck/Filmografie

Donald Duck, hier als Plastikfigur

Dies ist eine Filmografie die Auftritte der Comicfigur Donald Duck in Kurz- und Langfilmen sammelt. Seinen ersten offiziellen Auftritt hatte Donald Duck 1934 im Kurzfilm Die kluge kleine Henne, der zur Filmreihe Silly Symphonies gehört. Er war danach Haupt- und Nebendarsteller in einer ganzen Reihe von Kurzfilmen, die oft als Vorfilme für die Kinos produziert wurden. Seit den 1950ern war er auch in verschiedenen Fernsehserien als Figur zu sehen.
In der Liste sind auch Cameos vertreten.

## Kurzfilme

### 1930er

#### 1934
- Die kluge kleine Henne (The Wise Little Hen), erschienen am 9. Juni 1934 – in der Reihe Silly Symphony
- Die Kindervorstellung (Orphan's Benefit), erschienen am 11. August 1934 – in einem Micky-Maus-Film, Neuaufnahme erschienen am 22. August 1941[1]
- Karlo, der Hundedieb (The Dognapper), erschienen am 17. November 1934 – in einem Micky-Maus-Film

#### 1935
- Mickys Platzkonzert (The Band Concert), erschienen am 23. Februar 1935 – in einem Micky-Maus-Film
- Mickys Autowerkstatt (Mickey's Service Station), erschienen am 16. März 1935 – in einem Micky-Maus-Film
- Mickys Löschzug (Mickey's Fire Brigade), erschienen am 3. August 1935 – in einem Micky-Maus-Film
- Auf dem Eis (On Ice), erschienen am 28. September 1935 – in einem Micky-Maus-Film

#### 1936
- Mickys Poloteam (Mickey's Polo Team), erschienen am 4. Januar 1936 – in einem Micky-Maus-Film
- Picknick mit Kindern (Orphans' Picnic), erschienen am 15. Februar 1936 – in einem Micky-Maus-Film
- Mickys große Oper (Mickey's Grand Opera), erschienen am 7. März 1936 – in einem Micky-Maus-Film. Letzter Auftritt im alten Design.
- Umzugstag (Moving Day), erschienen am 20. Juni 1936 – in einem Micky-Maus-Film. Erster Auftritt in seiner heutigen Form.
- Die Gipfelstürmer (Alpine Climbers), erschienen am 25. Juli 1936 – in einem Micky-Maus-Film
- Mickeys Zirkus (Mickey's Circus), erschienen am 1. August 1936 – in einem Micky-Maus-Film
- Donald und Pluto (Donald and Pluto), erschienen am 12. September 1936 – wurde offiziell als Micky-Maus-Film veröffentlicht[2]

#### 1937
- Donald, der Caballero (Don Donald), erschienen am 9. Januar 1937 – erster Cartoon der Donald-Duck-Serie[3]
- Micky, der Zauberer (Magician Mickey), erschienen am 6. Februar 1937 – in einem Micky-Maus-Film
- Die Elchjäger (Moose Hunters), erschienen am 20. Februar 1937 – in einem Micky-Maus-Film
- Mickys Talentschuppen (Mickey's Amateurs), erschienen am 17. April 1937 – in einem Micky-Maus-Film
- Die Wunder der Technik (Modern Inventions), erschienen am 29. Mai 1937 – Letzter Disney-Cartoon unter United Artists
- Urlaub auf Hawaii (Hawaiian Holiday), erschienen am 24. September 1937 – in einem Micky-Maus-Film
- Die Uhrenreiniger (Clock Cleaners), erschienen am 15. Oktober 15, 1937 – in einem Micky-Maus-Film
- Donald und der Strauß (Donald's Ostrich), erschienen am 10. Dezember 1937
- Einsame Geister (Lonesome Ghosts), erschienen am 24. Dezember 1937 – in einem Micky-Maus-Film

#### 1938
- Selbstbeherrschung (Self Control), erschienen am 11. Februar 1938
- Die Bootsbauer (Boat Builders), erschienen am 25. Februar 1938 – in einem Micky-Maus-Film
- Donalds gutes Ich (Donald's Better Self), erschienen am March 11. März 1938
- Kurzbesuch bei Onkel Donald (Donald's Nephews), erschienen am 15. April 1938, erster Auftritt von Donald Ducks Neffen Tick, Trick und Track (im Original Huey, Dewey und Louie)
- Mickys Wohnwagen (Mickey's Trailer), erschienen am 6. Mai 1938 – in einem Micky-Maus-Film
- Donald und Goofy, die Polarforscher (Polar Trappers), erschienen am 17. Juni 1938 – in einem Donald & Goofy-Cartoon (Alternativtitel: Donald und Goofy am Nordpol)
- Die tüchtigen Pfadfinder (Good Scouts), erschienen am 8. Juli 1938
- Die Fuchsjagd (The Fox Hunt), erschienen am 29. Juli 1938 – in einem Donald & Goofy-Cartoon
- Wal in Sicht (The Whalers), erschienen am 19. August 1938 – in einem Micky-Maus-Film
- Donald spielt Golf  (Donald's Golf Game), erschienen am 4. November 1938
- Mother Goose Goes Hollywood, erschienen am 23. Dezember 1938 – Cameo in einem Silly Symphony Cartoon

#### 1939
- Donalds Glückstag (Donald's Lucky Day), erschienen am 13. Januar 1939
- Der Eishockey-Champion (The Hockey Champ), erschienen am 28. April 1939
- Donalds Cousin Franz (Donald's Cousin Gus), erschienen am 19. Mai 1939, erster Auftritt von Franz Gans (im Original Gus)
- Picknick am Strand (Beach Picnic), erschienen am 9. Juni 1939 – in einem Donald-und-Pluto-Film
- Donald auf großer Fahrt (Sea Scouts), erschienen am 30. Juni 1939
- Donald und der Pinguin (Donald's Penguin), erschienen am 11. August 1939
- Donald auf Prominentenjagd (The Autograph Hound), erschienen am 1. September 1939
- The Standard Parade, erschienen am 30. September 1939 – Cameo, in einem Micky-Maus-Film
- Offizier Donald (Officer Duck), erschienen am 10. Oktober 1939

### 1940er

#### 1940
- Donald auf dem Bau (The Riveter), erschienen am 15. März 1940
- Donalds Hunde-Waschmaschine (Donald's Dog Laundry), erschienen am 5. April 1940 – in einem Donald-und-Pluto-Film
- Retter in Seenot (Tugboat Mickey), erschienen am 26. April 1940 – in einem Micky-Maus-Film
- Die Plakatankleber (Billposters), erschienen am 17. Mai 1940 – in einem Donald & Goofy-Cartoon
- Ein Tänzchen mit Daisy (Mr. Duck Steps Out), erschienen am 7. Juni 1940, erster Auftritt von Daisy Duck
- Ausflug zum See (Put-Put Troubles), erschienen am 19. Juli 1940 – in einem Donald-und-Pluto-Film
- Donalds Ferien (Donald's Vacation), erschienen am 9. August 1940
- The Volunteer Worker, erschienen am 1. September 1940. Werbefilm für Community Chest, kein offizieller Film
- Pluto, der Fensterputzer (Window Cleaners), erschienen am 20. September 1940 – in einem Donald-und-Pluto-Film
- Feueralarm! (Fire Chief), erschienen am 13. Dezember 1940

#### 1941
- Donald, der Holzfäller (Timber), erschienen am 10. Januar 1941
- Die goldenen Eier (Golden Eggs), erschienen am 7. März 1941
- Jahrmarktsfreuden (A Good Time for a Dime), erschienen am 9. Mai 1941
- Die schmucken Neunziger (The Nifty) Nineties, erschienen am 20. Juni 1941 – Cameo, in einem Micky-Maus-Film
- Schlafstörungen (Early to Bed), erschienen am 11. Juli 1941
- Donald und die Schulschwänzer (Truant Officer Donald), erschienen am 1. August 1941
- Die Kindervorstellung (Orphan's Benefit), erschienen am 22. August 1941 – in einem Micky-Maus-Film, Remake eines Films vom 11. August 1934
- Herr MacDonald hat ’ne Farm (Old MacDonald Duck), erschienen am 2. September 1941
- Donalds Kamera (Donald's Camera), erschienen am 24. Oktober 1941
- Donald, der Chefkoch (Chef Donald), erschienen am 5. Dezember 1941

#### 1942
- Donalds Entscheidung (Donald's Decision), erschienen am 11. Januar 1942 – Propagandafilm für den Zweiten Weltkrieg
- All Together, erschienen am Januar 13, 1942 – Propagandafilm für den Zweiten Weltkrieg
- Donald, der Dorfschmied (The Village Smithy), erschienen am 16. Januar 1942
- The New Spirit, erschienen am 23. Januar 1942 – Propagandafilm für den Zweiten Weltkrieg
- Mickys Geburtstag (Mickey's Birthday Party), erschienen am 7. Februar 1942 – in einem Micky-Maus-Film
- Symphonie-Stunde (Symphony Hour), erschienen am 20. März 1942 – in einem Micky-Maus-Film
- Donalds Schneekrieg (Donald's Snow Fight), erschienen am 10. April 1942
- Donald in Uniform (Donald Gets Drafted), erschienen am 1. Mai 1942
- Donalds Garten (Donald's Garden), erschienen am 12. Juni 1942
- Donalds Goldmine (Donald's Gold Mine), erschienen am 24. Juli 1942
- Der Tarnanstrich (The Vanishing Private), erschienen am 25. September 1942
- Fallschirmspringer wider Willen (Sky Trooper), erschienen am 6. November 1942
- Donald, der Page (Bellboy Donald), erschienen am Dezember 18, 1942

#### 1943
- Der Fuehrer’s Face, erschienen am 1. Januar 1943 – Anti-Nazi-Propagandafilm; Oscargewinner
- The Spirit of ’43, erschienen am 7. Januar 1943 – Propagandafilm für den Zweiten Weltkrieg (inklusive erster Prototypen zu Dagobert Duck und Gustav Gans)
- Donald beim Reifenwechsel (Donald's Tire Trouble), erschienen am 29. Januar 1943
- Der tollkühne Donald in seiner fliegenden Kiste (The Flying Jalopy), erschienen am 12. März 1943
- Fall Out Fall In, erschienen am 23. April 1943
- Der halbe Donald (The Old Army Game), erschienen am 5. November 1943
- Donald findet keine Ruhe (Home Defense), erschienen am 26. November 1943

#### 1944
- Posaunen-Ärger (Trombone Trouble), erschienen am 18. Februar 1944
- Donald und der Gorilla (Donald Duck and the Gorilla), erschienen am 31. März 1944
- Der falsche Condor (Contrary Condor), erschienen am 21. April 1944  – Propagandafilm für den Zweiten Weltkrieg
- Commando Duck, erschienen am 2. Juni 1944
- Der Plastik-Erfinder  (The Plastics Inventor), erschienen am 1. September 1944
- Donalds freier Tag (Donald's Off Day), erschienen am 8. Dezember 1944

#### 1945
- Der Stechuhrkontrolleur (The Clock Watcher), erschienen am Januar 26, 1945
- Donald der Hypnotiseur (The Eyes Have It), erschienen am 30. März 1945 – in einem Donald-und-Pluto-Film; letzter Kurzfilm von  Don Patterson
- Donalds Verbrechen (Donald's Crime), erschienen am 29. Juni 1945
- Donald und das mysteriöse Buch (Duck Pimples), erschienen am August 10, 1945
- In Seenot (No Sail), erschienen am 7. September 1945 – in einem Donald & Goofy-Cartoon
- Donalds neues Ich (Cured Duck), erschienen am 26. Oktober 1945
- Donald und die Riesentanne (Old Sequoia), erschienen am 21. Dezember 1945

#### 1946
- Donalds doppelter Ärger (Donald's Double Trouble), erschienen am 28. Juni 1946
- Vorsicht, frisch gestrichen (Wet Paint), erschienen am 9. August 1946
- Donald, der Pelztierjäger (Dumb Bell of the Yukon), erschienen am 30. August 1946
- Donald, der Leuchtturmwärter (Lighthouse Keeping), erschienen am 20. September 1946
- Frank Duck bringt sie ins Leben zurück (Frank Duck Brings 'Em Back Alive), erschienen am 1. November 1946 – in einem Donald & Goofy-Cartoon

#### 1947
- Tick, Trick und Track, die Meisterschützen (Straight Shooters), erschienen am 18. April 1947
- Donalds Nachtspaziergang (Sleepy Time Donald), erschienen am 9. Mai 1947
- Spaßvogel des Dschungels (Clown of the Jungle), erschienen am 20. Juni 1947
- Donalds Dilemma (Donald's Dilemma), erschienen am 11. Juli 1947
- Hitze zum Verrücktwerden (Crazy with the Heat), erschienen am 1. August 1947 – in einem Donald & Goofy-Cartoon
- Der Vagabund-Käfer (Bootle Beetle), erschienen am 22. August 1947
- Donalds Notquartier (Wide Open Spaces), erschienen am 12. September 1947
- Donald, der Nußdieb (Chip an' Dale), erschienen am 28. November 1947

#### 1948
- Donald und der Wasserhahn (Drip Dippy Donald), erschienen am 5. März 1948
- Vaterfreuden (Daddy Duck), erschienen am 16. April 1948
- Donalds Traumstimme (Donald's Dream Voice), erschienen am 21. Mai 1948
- Donald vor Gericht (The Trial of Donald Duck), erschienen am 30. Juli 1948
- Donald, der Hobbytapezierer (Inferior Decorator), erschienen am 27. August 1948
- Donald bittet zu Tisch (Soup's On), erschienen am 15. Oktober 1948
- Frühstück mit Hindernissen (Three for Breakfast), erschienen am 5. November 1948
- Tee für Zweihundert (Tea for Two Hundred), erschienen am 24. Dezember 1948

#### 1949
- Donalds Geburtstag (Donald's Happy Birthday), erschienen am 11. Februar 1949
- Die Seebären (Sea Salts), erschienen am 8. April 1949
- Donald und die Eicheldiebe (Winter Storage), erschienen am 3. Juni 1949
- Der Honigsammler (Honey Harvester), erschienen am 5. August 1949
- Donald und die Riesennuss (All in a Nutshell), erschienen am 2. September 1949
- Kirschen in Nachbars Garten (The Greener Yard), erschienen am 14. Oktober 1949
- Der Baseballfan (Slide, Donald, Slide), erschienen am 25. November 1949
- Ungebetene Weihnachtsgäste (Toy Tinkers), erschienen am 16. Dezember 1949

### 1950er

#### 1950
- Vorsicht Löwe! (Lion Around), erschienen am 20. Januar 1950
- Verrückt nach Daisy (Crazy Over Daisy), erschienen am 18. März 1950
- Happy Camping (Trailer Horn), erschienen am 28. April 1950
- Haken, Löwen und Petri Heil (Hook, Lion and Sinker), erschienen am 1. September 1950
- Die Strandbiene (Bee at the Beach), erschienen am 13. Oktober 1950
- In gefährlicher Lage (Out on a Limb), erschienen am 15. Dezember 1950

#### 1951
- Donald im Pech (Dude Duck), erschienen am 2. März 1951 (Alternativtitel: Die Cowboy-Ente)
- Chip und Chap im Popcornfieber (Corn Chips), erschienen am 23. März 1951
- Donald, der Bruchpilot (Test Pilot Donald), erschienen am 8. Juni 1951
- Donald im Glück (Lucky Number), erschienen am 20. Juli 1951
- Nicht maßstabsgetreu (Out of Scale), erschienen am 2. November 1951
- Die Bienenwächter (Bee on Guard), erschienen am 14. Dezember 1951

#### 1952
- Donalds Apfelkern (Donald Applecore), erschienen am 18. Januar 1952
- Let's Stick Together, erschienen am 25. April 1952
- Rache ist süß (Uncle Donald's Ants), erschienen am 18. Juli 1952
- Donald, Geister und Gespenster (Trick or Treat), erschienen am 10. Oktober 1952
- Micky und Pluto feiern Weihnachten (Pluto's Christmas Tree), erschienen am 21. November 1952 (Cameo) – in einem Micky-Maus-Film

#### 1953
- Donalds Jungbrunnen (Don's Fountain of Youth), erschienen am 30. Mai 1953
- The New Neighbor, erschienen am 1. August 1953
- Donald auf Bärenjagd (Rugged Bear), erschienen am 23. Oktober 1953
- Alles für die Nuß (Working for Peanuts), erschienen am 11. November 1953
- Donald auf dem Rummelplatz (Canvas Back Duck), erschienen am 25. Dezember 1953 (Alternativtitel: Donald – Ich bin der Größte)

#### 1954
- Erziehung leicht gemacht (Spare the Rod), erschienen am 15. Januar 1954
- Donalds Tagebuch (Donald's Diary), erschienen am 13. Februar 1954
- Drache unterwegs (Dragon Around), erschienen am 16. Juli 1954
- Das Bärenparadies (Grin and Bear It), erschienen am 13. August 1954
- Das fliegende Eichhörnchen (The Flying Squirrel), erschienen am November 12, 1954
- Grand Canyonscope, erschienen am 23. Dezember 1954 – erster Disneyfilm, der von Buena Vista Distribution vertrieben wurde, Vorfilm zu 20.000 Meilen unter dem Meer

#### 1955
- Donald der wilde Jägersmann (No Hunting), erschienen am 14. Januar 1955
- Bärenmüde (Bearly Asleep), erschienen am 19. August 1955
- Der Honigdieb (Beezy Bear), erschienen am 2. September 1955 (Alternativtitel: Der naschhafte Bär)
- Ein Baum fällt selten allein (Up a Tree), erschienen am 23. September 1955 (Alternativtitel: Donald als Holzfäller)

#### 1956
- Chip und Chap auf hoher See (Chips Ahoy), erschienen am 24. Februar 1956 – letzter Donald-Duck-Film, der von RKO Radio Pictures vertrieben wurde
- Wie man einen Hausunfall hat (How to Have an Accident in the Home), erschienen am 8. Juli 1956

#### 1959
- Donald im Land der Mathemagie (Donald in Mathmagic Land), erschienen am  26. Juni 1959 (Lehrfilm für Schulen)
- Wie man einen Arbeitsunfall hat (How to Have an Accident in the Home), erschienen am 2. September 1959

### 1960er
- Donald and the Wheel, erschienen am 21. Juni 1961 ’s
- The Litterbug, erschienen am 21. Juni 1961  (Lehrfilm)
- Steel & America, 5. Mai 1965 (Werbefilm für die Stahlindustrie)
- Donald's Fire Survival Plan, 5. Mai 1966 (Lehrfilm)
- Family Planning, 1. Dezember 1967 (Lehrfilm, für das U.S. Population Council erstellt und von Asociación Chilena de Protección de la Familia, einem Subunternehmen von Planned Parenthood produziert)
- It’s Tough to Be a Bird, 1969, Cameo (Lehrfilm)

### 1980er
- Mickys Weihnachtserzählung (Mickey's Christmas Carol), erschienen am 16. Dezember 1983

### 1990er
- Der Prinz und der Bettelknabe (The Prince and the Pauper), erschienen am 16. November 1990

### 2020er
- 2021: Micky Maus: Das Märchen der zwei Hexen (Mickey's Tale of Two Witches), erschienen am 3. Dezember 2021 als Fernsehspecial
- 2021: Micky und Minnie: Der Weihnachtswunsch (Mickey and Minnie Wish Upon a Christmas), erschienen am 24. Dezember 2021 als Fernsehspecial

## Auftritte in Langfilmen
- 1941: Der Drache wider Willen (The Reluctant Dragon)
- 1943: Drei Caballeros im Sambafieber (Saludos Amigos) (in den beiden Episoden Lake Titicaca und Aquarela do Brasil), erschienen am 6. Februar 1943
- 1945: Drei Caballeros (The Three Caballeros), erschienen am 3. Februar 1945
- 1947: Fröhlich, Frei, Spaß dabei (Fun and Fancy Free), erschienen am 27. September 1947 (in der Episode Micky und die Kletterbohne)
- 1948: Musik, Tanz und Rhythmus (Melody Time), erschienen am 27. Mai 1948 (in der Episode Donald im Sambafieber)
- 1988: Falsches Spiel mit Roger Rabbit (Who Framed Roger Rabbit), erschienen am 22. Juni 1988 (Cameo)
- 1989: Arielle, die Meerjungfrau (The Little Mermaid) (Cameo, 2 Einzelbilder)
- 1972: Fritz the Cat (Cameo)
- 1995: Goofy – Der Film (A Goofy Movie), erschienen am 7. April 1995 (Cameo)
- 1999: Mickys fröhliche Weihnachten (Mickey’s Once Upon a Christmas) (Videopremiere)
- 2000: Fantasia 2000 (in der Episode Pomp and Circumstance Marches – Märsche 1, 2, 3 und 4)
- 2001: Mickys großes Weihnachtsfest – Eingeschneit im Haus der Maus (Mickey’s Magical Christmas: Snowed in at the House of Mouse)
- 2001: Verschwörung der Superschurken (Mickey's House of Villain)
- 2004: Mickys turbulente Weihnachtszeit (Mickey’s Twice Upon a Christmas), erschienen am 11. November 2004
- 2004: Micky, Donald, Goofy – Die drei Musketiere (Mickey, Donald, Goofy: The Three Musketeers)

## Auftritte in Fernsehserien

### 1950er–1960er
- 1954–1958: Disneyland
  - The Donald Duck Story (1954)
  - A Day in the Life of Donald Duck (1956)
  - On Vacation (1956)
  - Where Do Stories Comes From (1956)
  - The Plausible Impossible (1956)
  - At Home with Donald Duck (1956)
  - Your Host, Donald Duck (1956)
  - Donald's Award (1957)
  - Duck for Hire (1957)
  - Mars and Beyond (1957) (Cameo)
  - Donald's Weekend (1958),
  - Four Tales On A Mouse (1958),
  - Duck Files Coop (1959)
  - The Adventures of Chip 'n' Dale (1959)
  - Highway to Trouble (1959)
- 1958–1961: Walt Disney Presents
  - Two Happy Amigos (1960)
  - This is Your Life, Donald Duck (1960)
  - The Mad Hermit Of Chimney Butte (1960)
  - Donald's Silver Anniversary (1960)

### 1980er
- 1987–1990: DuckTales – Neues aus Entenhausen (DuckTales) (regelmäßiger Gast)

### 1990er
- 1993–1995: Bonkers, der listige Luchs von Hollywood (Bonkers) (diverse Cameos)
- 1996–1997: Quack Pack – Onkel D. & Die Boys! (Quack Pack)
- 1999–2000: Neue Micky Maus Geschichten (Mickey Mouse Works)

### 2000er
- 2001–2003: Mickys Clubhaus (House of Mouse)
- 2006–2016: Micky Maus Wunderhaus (Mickey Mouse Clubhouse)

### 2010er
- 2013–2019: Micky Maus (Mickey Mouse)
- 2017–2021: Micky und die flinken Flitzer (Mickey and the Roadster Racers/Mickey Mouse Mixed-Up Adventures)
- 2017–2021: DuckTales (regelmäßiger Gast)
- 2018: Die Legende der Drei Caballeros (Legend of the Three Caballeros)
- 2019: Mickey Go Local (Webserie für den asiatischen Markt)[4]

### 2020er
- seit 2020: Die wunderbare Welt von Micky Maus (The Wonderful World of Mickey Mouse)
- seit 2021: Micky Maus Spielhaus (Mickey Mouse Funhouse)
- seit 2021: Chip und Chap: Das Leben im Park (Chip 'n' Dale: Park Life)

## Sonstiges
- 2003: Mickey's PhilharMagic, 4D-Film, Disney-Attraktion
- 2014: Donald Duck. Die Ente in uns. (Alternativtitel: Das Donald-Duck-Prinzip) Dokumentarfilm, Deutschland